# Prix littéraires du Gouverneur général 2006
Les finalistes aux Prix littéraires du Gouverneur général pour 2006, un des principaux prix littéraires canadiens, ont été annoncés le 16 octobre 2006. Les lauréats ont été annoncés le 21 novembre 2006.

## Français

### Prix du Gouverneur général: romans et nouvelles de langue française
- Andrée Laberge, La Rivière du loup
- Michael Delisle, Le Sort de Fille
- Louis Hamelin, Sauvages
- Jocelyne Saucier, Jeanne sur les routes
- Pierre Yergeau, La Cité des Vents

### Prix du Gouverneur général: poésie de langue française
- Hélène Dorion, Ravir : les lieux
- Paul Bélanger, Origine des méridiens
- Jacques Brault, L’Artisan
- Louise Cotnoir, Les Îles
- Benoît Jutras, L’Étang noir

### Prix du Gouverneur général: théâtre de langue française
- Evelyne de la Chenelière, Désordre public
- Olivier Choinière, Venise-en-Québec
- Jean-Marc Dalpé, Août : un repas à la campagne
- Reynald Robinson, Blue Bayou, la maison de l’étalon

### Prix du Gouverneur général: études et essais de langue française
- Pierre Ouellet, À force de voir : histoire de regards
- Marie-Françoise Guédon, Le Rêve et la forêt : histoires de chamanes nabesna
- Thierry Hentsch, Le Temps aboli : l’Occident et ses grands
- Michaël La Chance, Paroxysmes : la parole hyperbolique
- Catherine Mavrikakis, Condamner à mort : les meurtres et la loi à l’écran

### Prix du Gouverneur général: littérature jeunesse de langue française - texte
- Dany Laferrière, Je suis fou de Vava
- Édith Bourget, Les Saisons d’Henri
- Fernande D. Lamy, Cauchemar aveugle
- Françoise Lepage, Poupeska
- Daniel Mativat, Nuits rouges

### Prix du Gouverneur général: littérature jeunesse de langue française - illustration
- Roger Girard, Le Gros Monstre qui aimait trop lire
- Steve Adams, Le Trésor de Jacob
- Marie Lafrance, Le Petit Chien de laine
- Alain Lebrun, Les Cendres de maman
- Frédéric Normandin, Je suis fou de Vava

### Prix du Gouverneur général: traduction de l'anglais vers le français
- Sophie Voillot, Un jardin de papier
- Dominique Fortier, Parlez-vous boro : voyage aux pays des langues menacées
- Dominique Fortier, L’Arbre : une vie
- Daniel Poliquin, L’Homme qui voulait boire la mer
- Lori Saint-Martin et Paul Gagné, L’Odyssée de Pénélope

## Anglais

### Prix du Gouverneur général: romans et nouvelles de langue anglaise
- Peter Behrens, The Law of Dreams

### Prix du Gouverneur général: poésie de langue anglaise
- John Pass, Stumbling in the Bloom

### Prix du Gouverneur général: théâtre de langue anglaise
- Daniel MacIvor, I Still Love You

### Prix du Gouverneur général: études et essais de langue anglaise
- Ross King, The Judgment of Paris: The Revolutionary Decade That Gave the World Impressionism

### Prix du Gouverneur général: littérature jeunesse de langue anglaise - texte
- William Gilkerson, Pirate’s Passage

### Prix du Gouverneur général: littérature jeunesse de langue anglaise - illustration
- Leo Yerxa, Ancient Thunder, texte de Leo Yerxa

### Prix du Gouverneur général: traduction du français vers l'anglais
- Hugh Hazelton, Vetiver